# Trinxant (ofici)

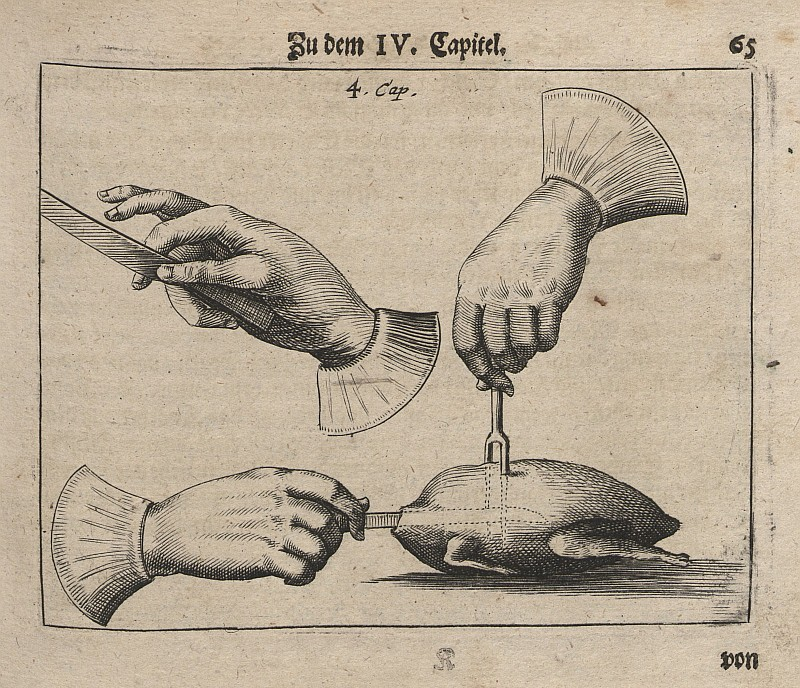
Accions del trinxant

El trinxant o escuder trinxant era un servent de palau que es dedicava a trinxar o tallar la carn a la taula d'un senyor.

## Funcions
Les funcions de l'escuder trinxant no tenien cap relació amb les del majordom puix que aquest exerceix el càrrec d'intendent d'una casa gran. L'escuder trinxant, es deia amb raó reboster, a Itàlia, scalco o ttrinciante, a Alemanya borschneider, a Anglaterra, carver, a França, écuyer tranchant i a Espanya, escudero trinchante. Les seves funcions estaven limitades a trinxar totes les peces que compareixien en la taula que es poguessin especejar, a la composició dels detalls de tots els menjars que es fan a la casa, a la distribució del servei de la taula i a la confecció de les darreries.
Un veritable escuder trinxant havia de conèixer perfectament l'art de la cuina i del servei a fi que, essent encarregat de la direcció dels detalls, pogués adobar un menjar qualsevol en tot temps i en totes les estacions sense recórrer al cuiner i àdhuc reemplaçar aquest darrer si calgués. Havia d'estar igualment instruït de totes les produccions que la naturalesa feia néixer en cada estació i aprofitar el moment que cada aliment era en el seu més alt grau de bellesa i vigor per a servir-lo a la taula.
S'estimava necessari que el trinxant fos d'una talla mitjana, ni massa alt ni baix. Si era massa alt, havent de trinxar en una taula de mitja altura, executant les seves funcions, es veuria obligat a encorbar-se de manera que no podria evitar d'inclinar el cap sobre la taula. D'altra banda, els homes de gran alçada es mantenen difícilment drets en l'exercici de les seves funcions. Generalment, s'encorben i quan presenten els plats es carreguen sobre els convidats i per tant, incomoden el servei. Aquest ofici, conseqüentment havia de ser exercit per un home d'alçada ordinària reunint tots els coneixements requerits. Es considerava necessari que el trinxador tingués sempre les mans ben blanques i exemptes de rugositats.
El trinxant presentava els detalls de cada menjar al majordom qui estimava si podien convenir o no, afegir o suprimir, en fi, discutir article per article tots els plats que entren en un menjar. Tan bon punt aquest darrer havia estat aprovat pel majordom, l'escuder trinxant l'encarregava al cuiner perquè el preparés.